# Cove (Oregon)
Cove – miasto w Stanach Zjednoczonych, w stanie Oregon, w hrabstwie Union.